# Bahaa Taher

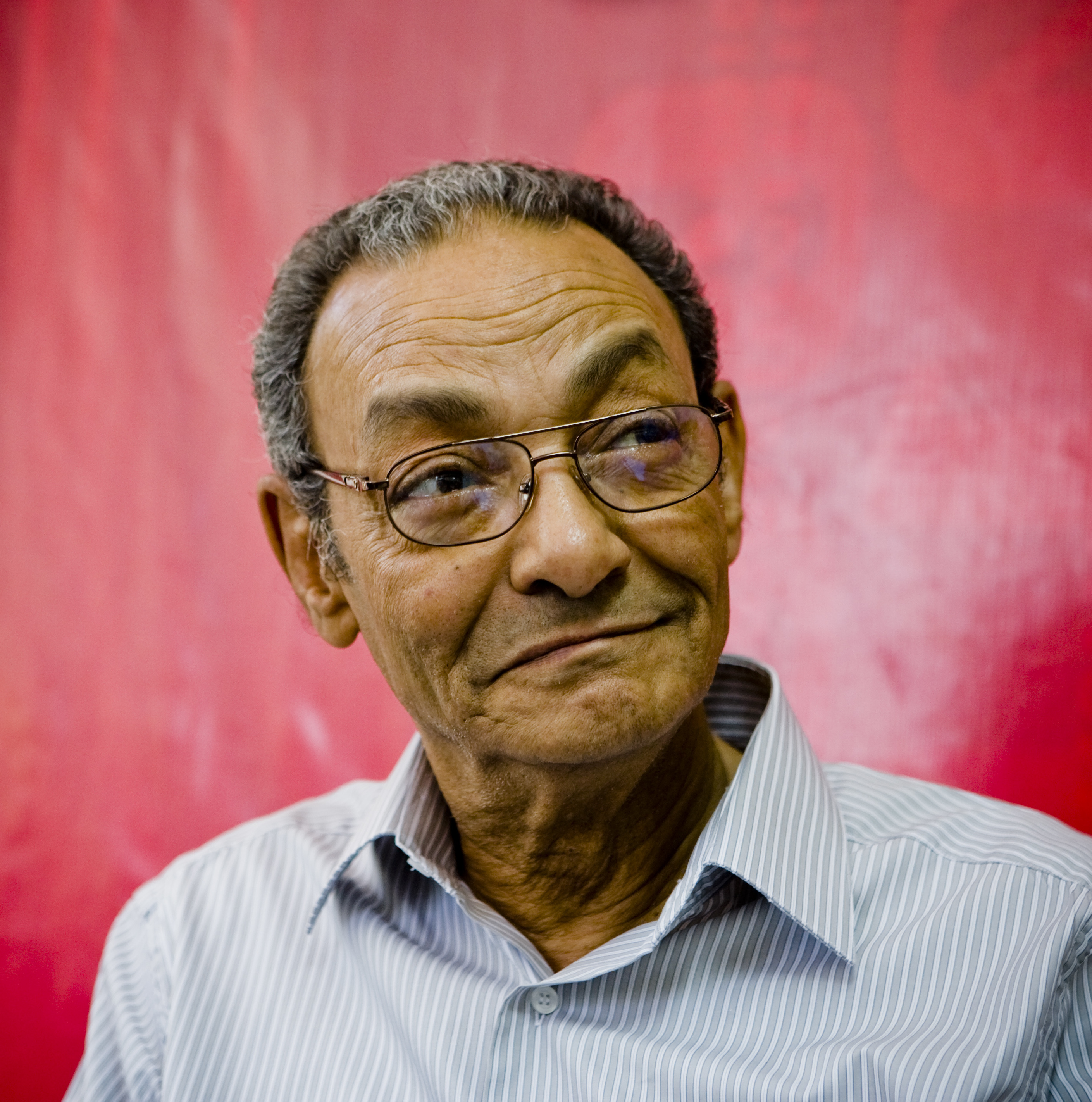

Bahaa Taher (Ägyptisch-Arabisch بهاء طاهر; * 13. Januar 1935 im Gouvernement al-Dschiza, Ägypten; † 27. Oktober 2022) war ein ägyptischer Autor und Übersetzer.

## Leben
Taher schloss seine Literatur-Studien an der Universität Kairo ab. Danach arbeitete er für Radio 2, den Kulturkanal des Ägyptischen Rundfunks. 1964 veröffentlichte er seine erste Kurzgeschichte. Er war als Jugendlicher ein Anhänger linker Ideen und unterstützte das Entwicklungsprogramm des ägyptischen Präsidenten Gamal Abdel Nasser für sein Land. Dass Nassers Nachfolger Anwar as-Sadat diese Politik beendete, ist in seinen Augen  ein Unglück für Ägypten. Nachdem ihm 1975 ein Schreibverbot auferlegt wurde und er seine Arbeit beim Rundfunk verloren hatte, verließ er 1981 das Land. Er versuchte in verschiedenen Ländern Asiens und Afrikas als Übersetzer zu arbeiten. In den 1980er und 1990er Jahren lebte er in der Schweiz und arbeitete dort in Genf bei den Vereinten Nationen als Übersetzer. In diesen Jahren wurden seine ersten Romane in arabischer Sprache veröffentlicht. 
Danach lebte und arbeitete Taher wieder in Ägypten. Er zählte zu den Mitbegründern der oppositionellen Kifajabewegung, die frühzeitig ein Ende des Mubarakregimes forderte und somit einen Grundstein für die Umbrüche durch die Revolution in Ägypten 2011 wurde.

## Veröffentlichungen
- Schark an-naġil (de: Östlich der Palmen), Dar al-mustaqbal al-'arabi, Kairo 1985, davor 1983 in der Tageszeitung Sabah al-Khayr in Fortsetzungen erschienen.
- Qālat Ḏuḥa, Dar al-Hilal, Kairo 1985. Davor im gleichen Jahr in der Zeitung al-Musawwir in Fortsetzungen veröffentlicht.
- Ġālatī Ṣafīya wa ʾd-dair, 1991
  - deutsch von Doris Kilias: Tante Safija und das Kloster, Roman aus Ägypten. Lenos-Verlag, Basel 2003, ISBN 3-85787-332-9.
- Al-ḥab fi ʾm-manaf (dt. Liebe im Exil), Dār al-Hilāl, Kairo 1995 ISBN 977-0703915.
- Naqḏat ʾn-nur (dt. Der Lichtpunkt), 1999
- Wāhat al-ġurūb (dt. Sonnenuntergangs-Oase), 2007
  - deutsch von Regina Karachouli: Die Oase, Roman. Unionsverlag, Zürich 2011, ISBN 978-3-293-00433-7.

## Preise und Auszeichnungen
- 2000: Premio litterario Giuseppe Acerbi, Italien
- 2008: International Prize for Arabic Fiction